# 14832 Alechinsky
14832 Alechinsky è un asteroide della fascia principale. Scoperto nel 1987, presenta un'orbita caratterizzata da un semiasse maggiore pari a 2,2926779 UA e da un'eccentricità di 0,1243644, inclinata di 5,72602° rispetto all'eclittica.
L'asteroide è stato intitolato a Pierre Alechinsky, pittore, scultore e incisore belga.